# Rosa Reis
Rosa Reis, nome artístico de Rosangela de Jesus Santos Reis (São Luís, 6 de março de 1959), é uma cantora, compositora, instrumentista, dançarina, produtora e movimentadora cultural brasileira.
É integrante do Laborarte, grupo maranhense que atua em diversos segmentos artísticos, como teatro, dança, música, capoeira, artes plásticas, fotografia e literatura, desde 1983. Reis assumiu recentemente o cargo de coordenadora geral do projeto.
Iniciou sua carreira como cantora em 1989 com o show "Cantareira". Desde então, gravou composições de Chico César, Zeca Baleiro, Fauzi Beydoun e Tião Carvalho, entre outros. Lançou 6 álbuns de estúdio e 1 coletânea, além de diversas participações especiais em discos de outros artistas.
É uma das fundadoras do espetáculo Cacuriá de Dona Teté. É considerada uma fortalecedora da música local maranhense.
Seus trabalhos em vinil são altamente colecionáveis e procurados por colecionadores em todo o mundo.

## Discografia
| Álbum                                                         | Lançamento | Formato | Selo      |
| ------------------------------------------------------------- | ---------- | ------- | --------- |
| Rosa Reis                                                     | 1991       | LP      | Laborarte |
| Eu Não Sei Onde Deixei Meu Sangue, Mesmo Assim Ainda Pulso... | 1993       | LP      | Laborarte |
| Pajelança                                                     | 1997       | CD      | Laborarte |
| Balaio de Rosas                                               | 2001       | CD      | Laborarte |
| Alecrim Cheiroso                                              | 2004       | CD      | Laborarte |
| Brincos                                                       | 2009       | CD      | Laborarte |

| Álbum                  | Lançamento | Formato | Selo      |
| ---------------------- | ---------- | ------- | --------- |
| Cacuriá de Dona Teté   | 1992       | LP      | Laborarte |
| Te Gruda No Meu Fofão  | 1995       | CD, LP  | Laborarte |
| Cacuriá de Dona Teté   | 1998       | CD      | Laborarte |
| Divino Cacuriá de Teté | 200?       | CD      | Laborarte |
| Serra do Mar           | 2015       | CD      | Laborarte |